# Carex stevenii
Carex stevenii là một loài thực vật có hoa trong họ Cói. Loài này được (Holm) Kalela mô tả khoa học đầu tiên năm 1944.